# O-Ringen

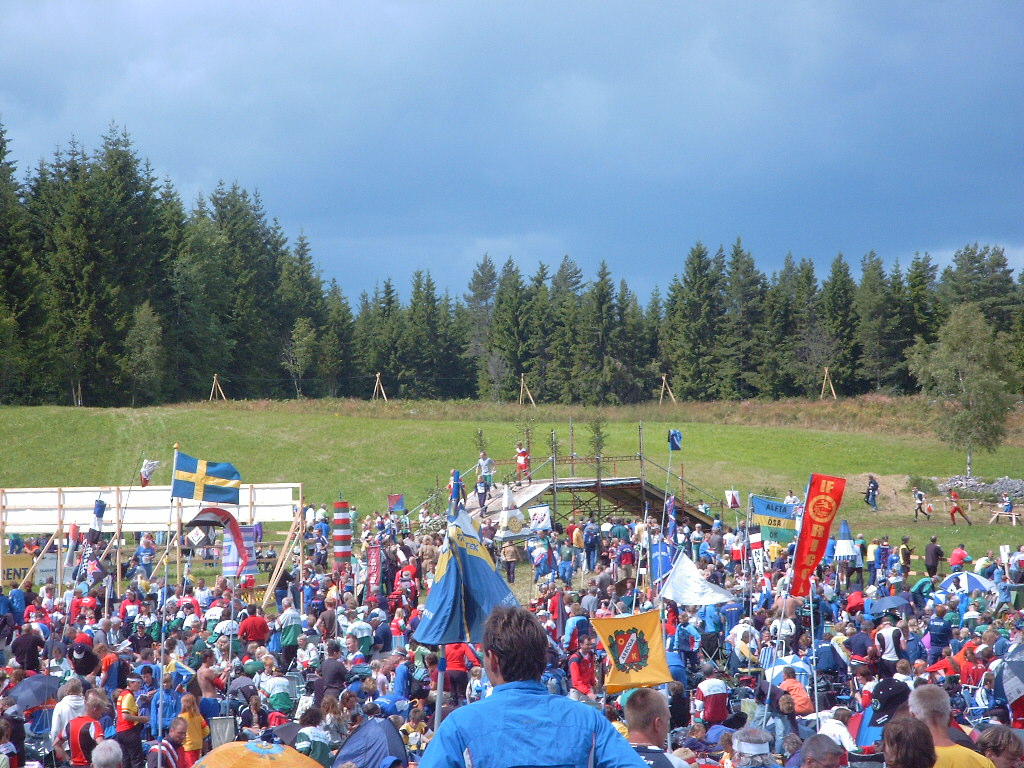
Småland 2005 (3. Etappe)

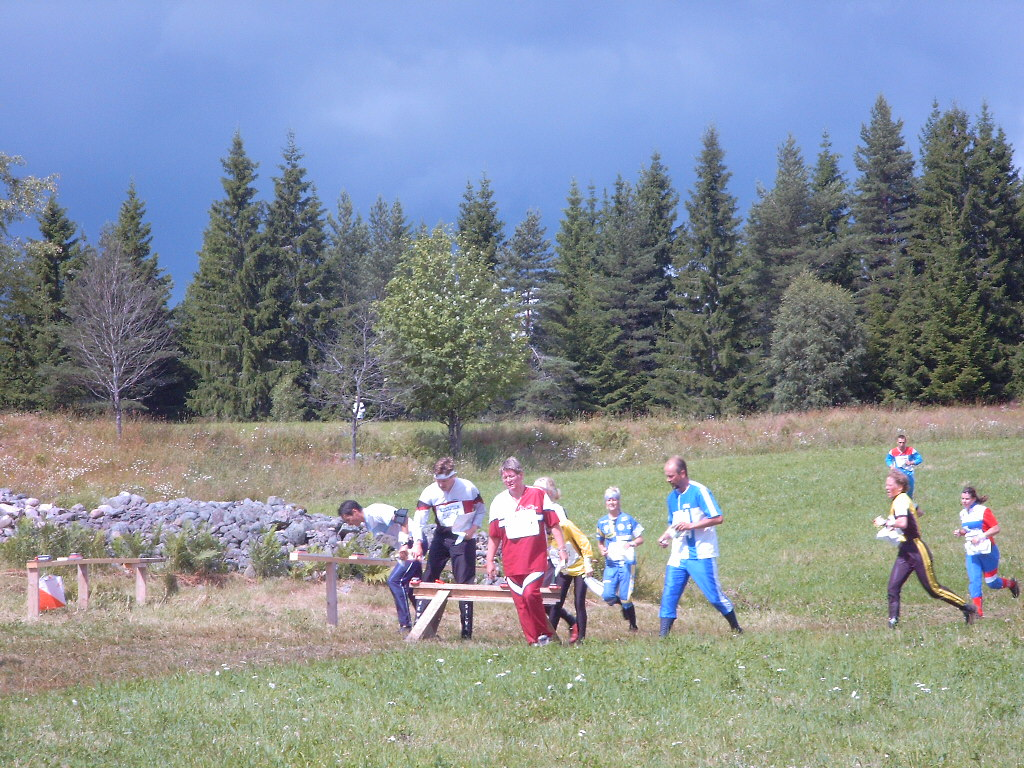
Småland 2005 (3. Etappe) – Letzter Posten

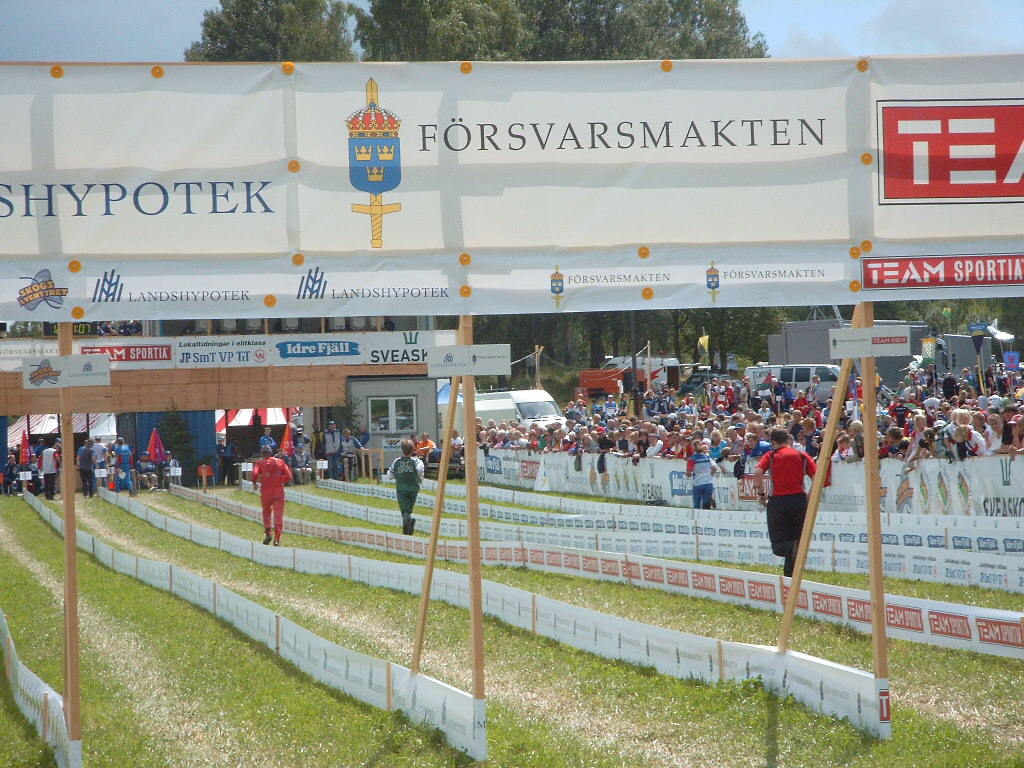
Småland 2005 (3. Etappe) – Typischer Zieleinlauf

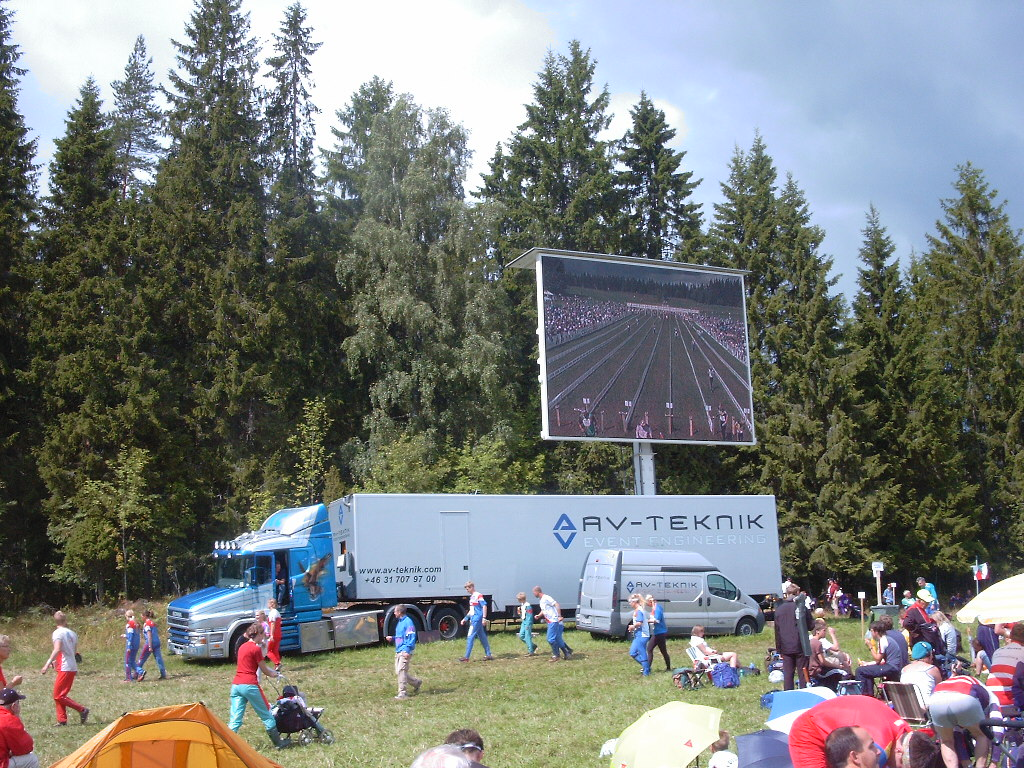
Småland 2005 (3. Etappe) – Medienpräsenz

O-Ringen ist ein alljährlich in Schweden stattfindender Orientierungslauf über 5 Etappen (5-Tage-OL) mit jährlich rund 18.000 Teilnehmern. Auf Grund dessen hoher Popularität ist O-Ringen eher ein Sportfest als ein Wettkampf.

## Beschreibung
Bei O-Ringen gibt es verschiedene Kategorien, die sich aus dem Alter der Teilnehmer, der Schwierigkeit der Bahn und dem zurückzulegenden Weg zusammensetzen. Die jüngsten Altersklassen sind H/D-10 und die ältesten Altersklassen sind H-95 und D-85. Für Hobbyläufer gibt es in fast jeder Altersklasse eine sogenannte "Motion"-Klasse, welche kürzere Streckenlängen aufweist, jedoch auch einen etwas höheren Schwierigkeitsgrad birgt. Daneben gibt es auch noch offene Kategorien und zumeist 10 Direkt-Klassen, für die man sich am Wettkampftag direkt anmelden kann.
Die beiden höchsten und schwierigsten Kategorien sind „Herren 21 Superelite“ und „Damen 21 Superelite“. Für die 18-, 20- und 21-jährigen Läuferinnen und Läufer gibt es auch Elite-Kategorien. Da diese Jahrgänge meist stark besetzt sind, gibt es hier auch noch Unterteilungen in die Klassen "Standard" und "Lang".
Die ersten vier Etappen erfolgen als Einzelstart. Die fünfte und letzte Etappe ist ein Jagdstart, bei dem der Führende der ersten vier Etappen als Erster startet. Durch die Gesamtzeit nach vier Etappen wird ermittelt, wie viele Minuten und Sekunden die weiteren Teilnehmer hinter dem Ersten starten.
Zur besseren Organisation wird jeder Altersklasse einer von acht Sponsoren zugewiesen. So gibt es bei jeder Etappe acht Startplätze, die durch den jeweiligen Sponsor gekennzeichnet sind. Es gibt auch acht parallele Zieleinläufe, welche ebenfalls durch den jeweiligen Sponsor markiert sind und zumeist nach dem Überlaufen einer kleinen Holzbrückentreppe erreicht werden. Als Elite-Sponsoren etablierten sich in den letzten Jahren Sveaskog und Idrefjäll.

## Geschichte
Der erste O-Ringen 5-Tage-Orientierungslauf fand 1965 in Skåne, Blekinge (Schweden) und mit einer Etappe in Dänemark statt und es nahmen 156 Läufer daran teil. Die Sieger der Elite-Klassen, die damit als erste O-Ringen Sieger OL-Geschichte schrieben, waren Inga-Britt Bengtsson (OK Pan) bei den Damen und Nils Bohman (OK Skärmfinnarna) bei den Herren.
Seither wird der heute als einer der größten OL-Wettbewerbe (und wahrscheinlich der geschichtsträchtigste) der Welt angesehene 5-Tage-OL O-Ringen jährlich ohne Unterbrechung in Schweden durchgeführt.
1985 in Falun wurde erstmals die 23.000 Teilnehmer-Marke überschritten, dieser Rekord wurde erst 2008 mit fast 25.000 Läufern gebrochen.

## Statistik
| Jahr | Zentralort                 | Teilnehmer | Sieger Damen            | Sieger Herren        |
| ---- | -------------------------- | ---------- | ----------------------- | -------------------- |
| 1965 | Skåne, Blekinge (Dänemark) | 156        | Inga-Britt Bengtsson    | Nils Bohman          |
| 1966 | Småland (4), Västergötland | 672        | Kerstin Granstedt       | Juhani Salmenkylä    |
| 1967 | Motala                     | 1.910      | Ulla Lindkvist          | Kalle Johansson      |
| 1968 | Borås                      | 3.250      | Ulla Lindkvist          | Åge Hadler           |
| 1969 | Rommehed                   | 5.355      | Ulla Lindkvist          | Stefan Green         |
| 1970 | Kristianstad               | 6.378      | Ulla Lindkvist          | Bernt Frilén         |
| 1971 | Malmköping                 | 8.627      | Ulla Lindkvist          | Hans Aurell          |
| 1972 | Eksjö                      | 8.253      | Ulla Lindkvist          | Hans Aurell          |
| 1973 | Rättvik                    | 10.449     | Ulla Lindkvist          | Bengt Gustafsson     |
| 1974 | Kristiansand               | 10.196     | Ulla Lindkvist          | Ernst Jönsson        |
| 1975 | Haninge                    | 9.322      | Anne Lundmark           | Matti Mäkinen        |
| 1976 | Ransäter                   | 14.843     | Sarolta Monspart        | Gert Pettersson      |
| 1977 | Visby                      | 7.186      | Liisa Veijalainen       | Sigurd Dähli         |
| 1978 | Skara                      | 15.148     | Liisa Veijalainen       | Kjell Lauri          |
| 1979 | Örebro                     | 15.842     | Britt-Marie Karlsson    | Lars-Henrik Undeland |
| 1980 | Uppsala                    | 16.342     | Liisa Veijalainen       | Lars Lönnkvist       |
| 1981 | Mohed                      | 20.650     | Annichen Kringstad      | Jörgen Mårtensson    |
| 1982 | Luleå                      | 15.003     | Annichen Kringstad      | Lars Lönnkvist       |
| 1983 | Anderstorp                 | 24.603     | Annichen Kringstad      | Håkan Eriksson       |
| 1984 | Bräkne-Hoby                | 17.469     | Karin Gunnarsson        | Kent Olsson          |
| 1985 | Falun                      | 24.995     | Annichen Kringstad      | Joakim Ingelsson     |
| 1986 | Borås                      | 18.790     | Annichen Kringstad      | Anders Erik Olsson   |
| 1987 | Norrköping                 | 17.413     | Katarina Borg           | Lars Lönnkvist       |
| 1988 | Sundsvall                  | 17.708     | Barbro Lönnkvist        | Lars Lönnkvist       |
| 1989 | Östersund                  | 18.609     | Barbro Lönnkvist        | Niklas Löwegren      |
| 1990 | Göteborg                   | 20.762     | Ragnhild Bente Andersen | Per Ek               |
| 1991 | Arboga                     | 16.770     | Arja Hannus             | Håkan Eriksson       |
| 1992 | Södertälje                 | 19.452     | Gunilla Svärd           | Allan Mogensen       |
| 1993 | Falkenberg                 | 14.853     | Annika Zell             | Petter Thoresen      |
| 1994 | Örnsköldsvik               | 14.600     | Katarina Borg           | Petter Thoresen      |
| 1995 | Hässleholm                 | 14.187     | Eija Koskivaara         | Jörgen Olsson        |
| 1996 | Karlstad                   | 16.034     | Annika Zell             | Jörgen Mårtensson    |
| 1997 | Umeå                       | 11.179     | Katarina Borg           | Jörgen Mårtensson    |
| 1998 | Gävle                      | 13.249     | Hanne Staff             | Johan Ivarsson       |
| 1999 | Borlänge                   | 15.238     | Jenny Johansson         | Fredrik Löwegren     |
| 2000 | Hallsberg                  | 13.740     | Hanne Staff             | Jimmy Birklin        |
| 2001 | Märsta                     | 12.525     | Marlena Jansson         | Johan Ivarsson       |
| 2002 | Skövde                     | 14.651     | Simone Niggli-Luder     | Mats Haldin          |
| 2003 | Uddevalla                  | 14.998     | Heather Monro           | Mats Haldin          |
| 2004 | Göteborg                   | 13.259     | Jenny Johansson         | Walentin Nowikow     |
| 2005 | Skillingaryd               | 12.657     | Emma Engstrand          | Emil Wingstedt       |
| 2006 | Mohed                      | 14.050     | Simone Niggli-Luder     | Simonas Krepsta      |
| 2007 | Mjölby                     | 13.793     | Simone Niggli-Luder     | Anders Nordberg      |
| 2008 | Sälen                      | 24.375     | Anne Margrethe Hausken  | Tero Föhr            |
| 2009 | Eksjö                      | 15.589     | Helena Jansson          | Martin Johansson     |
| 2010 | Örebro                     | 16.058     | Simone Niggli-Luder     | David Andersson      |
| 2011 | Hälsingland                | 12.939     | Tove Alexandersson      | Erik Rost            |
| 2012 | Halmstad                   | 21.172     | Tatjana Rjabkina        | Olav Lundanes        |
| 2013 | Boden                      | 12.907     | Tove Alexandersson      | Thierry Gueorgiou    |
| 2014 | Kristianstad               | 22.571     | Tove Alexandersson      | Thierry Gueorgiou    |
| 2015 | Borås                      | 18.058     | Anne Margrethe Hausken  | William Lind         |
| 2016 | Sälen                      | 24.313     | Tove Alexandersson      | Thierry Gueorgiou    |
| 2017 | Arvika                     | 15.127     | Tove Alexandersson      | William Lind         |
| 2018 | Örnsköldsvik               | 17.171     | Simone Niggli-Luder     | Magne Dæhli          |
| 2019 | Kolmården                  | 21.171     | Tove Alexandersson      | Ruslan Glebov        |
| 2020 | abgesagt                   | -          |                         |                      |
| 2021 | abgesagt                   | -          |                         |                      |
| 2022 | Uppsala                    | 20.271     | Sara Hagström           | Gustav Bergman       |
| 2023 | Åre                        |            | Sara Hagström           | Olli Ojanaho         |
| 2024 | Oskarshamn                 |            | Tove Alexandersson      | Emil Svensk          |
| 2025 | Jönköping                  |            | Simona Aebersold        | Emil Svensk          |